# Estadio Nacional Bairiki
El Estadio Nacional Bairiki (en inglés: Bairiki National Stadium ) se encuentra en Bairiki, Kiribati. Es el estadio nacional y el hogar del equipo de fútbol nacional de Kiribati. La capacidad del estadio es de alrededor de 2500 espectadores. El estadio a pesar de ser la sede oficial del equipo nacional nunca se ha utilizado durante un partido internacional porque Kiribati nunca ha jugado un partido de fútbol internacional en su propio territorio, debido al hecho de que la superficie del terreno de juego en el estadio es de arena compactada extraída del arrecife, no la hierba que se requiere. La superficie de arena en el estadio es también un factor que ha impedido a Kiribati convertirse en un miembro oficial de la FIFA, por el momento.